# Philippe Braud
Philippe Braud (Clermont-Ferrand, 7 giugno 1985) è un ex cestista francese.